# District de Kisvárda
Le district de Kisvárda (en hongrois : Kisvárdai járás) est un des 13 districts du comitat de Szabolcs-Szatmár-Bereg en Hongrie. Il compte 57 050 habitants et rassemble 23 localités : 20 communes et 3 villes dont Kisvárda, son chef-lieu.
Cette entité existait déjà auparavant, jusqu'à la réforme territoriale de 1983.

## Localités
- Ajak
- Anarcs
- Dombrád
- Döge
- Fényeslitke
- Gyulaháza
- Jéke
- Kisvárda
- Kékcse
- Lövőpetri
- Mezőladány
- Nyírkarász
- Nyírlövő
- Nyírtass
- Pap
- Pátroha
- Rétközberencs
- Szabolcsbáka
- Szabolcsveresmart
- Tiszakanyár
- Tornyospálca
- Újdombrád
- Újkenéz